# Dieter Sauer

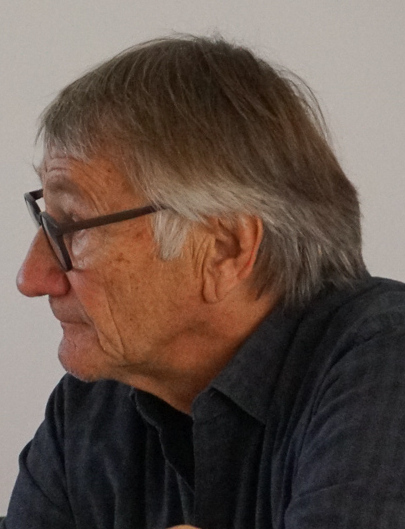
Dieter Sauer, 2022

Dieter Sauer (*  1944 in Karlsbad, Reichsgau Sudetenland) ist ein deutscher Sozialwissenschaftler.

## Leben
Dieter Sauer studierte Nationalökonomie und Soziologie in München. Als Diplom-Volkswirt wurde er an der Universität Bremen zum Dr. rer. pol. promoviert. Seit 1969 arbeitet er als Sozialforscher am Institut für Sozialwissenschaftliche Forschung (ISF) in München und ist dort seit 1989 Mitglied des Vorstands. Im Rahmen seiner Tätigkeit beim ISF hat er an einer Vielzahl von theoretischen und empirischen Auftragsforschungen mitgewirkt, deren Ergebnisse vorgetragen und veröffentlicht. Er wurde dazu in zahlreiche wissenschaftliche und forschungspolitische Gremien berufen.
Sauer ist seit 2002 Honorarprofessor für Soziologie an der Friedrich-Schiller-Universität Jena. Sein hauptsächliches Forschungsthema ist die Entwicklung von Arbeit.

## Schriften (Auswahl)
- mit Richard Detje: Solidarität in den Krisen der Arbeitswelt. Aktualität kollektiver Widerstandserfahrungen. VSA, Hamburg, 2023, ISBN 978-3-96488-181-6.
- Arbeit im Übergang. Zeitdiagnosen. VSA, Hamburg, 2005, ISBN 3-89965-093-X
- Kontinuität und Bruch : zur Entwicklung von Arbeit ; Antrittsvorlesung an der Friedrich-Schiller-Universität in Jena am 7. November 2002./ Hrsg. am Institut für Soziologie, Friedrich-Schiller-Universität Jena, 2003, ISBN 3-933935-13-X
- Staat und Staatsapparat : e. theoret. Ansatz. Campus, Frankfurt, 1978, ISBN 3-593-32270-6